# Thymus crebrifolius
Thymus crebrifolius — вид рослин родини глухокропивові (Lamiaceae), ендемік Казахстану.

## Опис
Рослина 2–6 см заввишки. Листки виразно черешкові, довгасто-еліптичні, довго війчасті, волосаті. Суцвіття головчасте, щільне; чашечка вузько дзвінчата, волосата; квіти 5–6 мм завдовжки, яскраво-бузкові.

## Поширення
Ендемік Казахстану (гори Улутау).